# Eriopsela
Eriopsela is een geslacht van vlinders van de familie bladrollers (Tortricidae), uit de onderfamilie Olethreutinae.

## Soorten
- E. danilevskyi Kuznetsov, 1972
- E. falkovitshi Kostyuk, 1979
- E. fenestrellensis Huemer, 1991
- E. klapperichi Razowski, 1967
- E. klimeschi Obraztsov, 1952
- E. mongunana Kostjuk, 1973
- E. quadrana

Stuifmeelbladroller (Hübner, 1813)
- E. rosinana (Kennel, 1918)